# Paz Vigilante
En el Universo Imaginario de Tolkien y en los Apéndices de la novela El Señor de los Anillos, se denominó La Paz vigilante a aquel período de la Historia de la Tierra Media, en la Tercera Edad del Sol; en el cual existió una relativa calma en las luchas de los Dúnedain y los Elfos contra Sauron y sus Aliados.
Esto fue posible cuando el istar Gandalf en el año 2063 T. E., entró a Dol Guldur. Allí descubrió que Sauron había vuelto al Este e informó al Concilio Blanco, quienes decidieron establecer una estricta vigilancia sobre la fortaleza del Nigromante. Los Nazgûl permanecieron ocultos en el valle de Morgul
La Paz Vigilante duró hasta el año 2460 T. E. cuando Sauron retornó a Dol Guldur con fuerzas incrementadas y comenzó a hostigar a Gondor.
En Gondor gobernaban los Primeros Senescales, desde Eradan a Denethor I, quienes pudieron restablecer, en parte, su deteriorado poderío.
En el Norte, Arnor ya no existía, pero en La Comarca reinaba la prosperidad bajo el Gobierno del primer Thain, de la Familia Tuk. Los Gamoviejo colonizaron Los Gamos y se instalaron en esa región.
Los Enanos del Linaje de Durin, conducidos por Thráin I abandonan Erebor y se reúnen con el resto de las familias del Oeste, en las Montañas Grises.